# Filaret (Ramienski)
Filaret (Ramienski), ros. Филарет (Раменский); imię świeckie Fieodosij Jewgrafowicz Ramienski, ros. Феодосий Евграфович Раменский (ur. 13 marca?/25 marca 1880 w Starej Rudni, zm. 1 listopada 1937 w Mińsku) – rosyjski biskup prawosławny.

## Życiorys
Ukończył studia na wydziale historyczno-filologicznym Uniwersytetu Moskiewskiego w 1911. Następnie pracował jako sekretarz w seminarium duchownym w Mińsku. Po jego zamknięciu w 1917 został zatrudniony jako nauczyciel w gimnazjum kolejowym w tym samym mieście. W 1921 złożył wieczyste śluby mnisze przed biskupem mińskim i słuckim Melchizedekiem. Ten sam hierarcha kolejno udzielał mu święceń diakońskich i kapłańskich (obydwu w tym samym roku). W 1932 Filaret (Ramienski) przyjął z rąk biskupa Melchizedeka chirotonię biskupią, po której został biskupem bobrujskim, wikariuszem eparchii mińskiej. Do 1930 służył w soborze św. Mikołaja w Bobrujsku.
W 1923 eparchie Rosyjskiego Kościoła Prawosławnego położone na ziemiach białoruskich ogłosiły tymczasową autonomię, pragnąc odciąć się od Żywej Cerkwi i wewnętrznych konfliktów w Kościele Rosyjskim. Ordynariusz eparchii mińskiej, biskup Melchizedek, został wówczas wybrany przez miejscowe duchowieństwo na metropolitę białoruskiego i mińskiego i przyjął tę godność mimo próśb patriarchy Tichona o odmowę przyjęcia jednostronnie nadanego tytułu. W ceremonii ogłoszenia autonomii brał udział również biskup Filaret. Po tym, gdy władze radzieckie zmusiły metropolitę Melchizedeka do opuszczenia Mińska, biskup Filaret stał się faktycznym zarządcą eparchii mińskiej. W sierpniu 1927 przewodniczył zjazdowi duchowieństwa eparchii mińskiej, który ogłosił autokefalię Białoruskiego Kościoła Prawosławnego. Z biskupów działających na ziemiach białoruskich krok ten popierał jedynie biskup słucki Mikołaj; biskup mohylewski Teodozjusz wystąpił zdecydowanie przeciw jednostronnemu ogłoszeniu cerkiewnej niezależności. Ogłaszając autokefalię, biskup Filaret pragnął najprawdopodobniej odciąć się od deklaracji lojalności Patriarchatu Moskiewskiego wobec władz radzieckich, wydanej 29 lipca 1927 przez zastępcę locum tenens Patriarchatu, metropolitę Sergiusza.
W latach 1930–1933 biskup Filaret służył w cerkwi św. Katarzyny w Mińsku, po czym został zmuszony do jej opuszczenia. Od tego momentu sprawował nabożeństwa w cerkwi cmentarnej św. Jana Chrzciciela w Bolszej Slepiance, następnie w cerkwi św. Marii Magdaleny w Mińsku. Była to ostatnia czynna cerkiew w Mińsku. 28 lipca 1937 również ta świątynia została zlikwidowana, a grupa parafian i wszyscy duchowni – aresztowani. Biskup Filaret został oskarżony o utworzenie kontrrewolucyjnej, faszystowskiej organizacji szpiegowskiej i skazany na śmierć. Rozstrzelany 1 listopada 1937 w Mińsku razem z grupą 13 innych osób, w której była m.in. jego siostra Marija i duchowni prawosławni – ostatni kapłani służący w Mińsku przed wielką czystką.
W 1989 został całkowicie zrehabilitowany.